# الحزب التحرري الكندي
الحزب التحرري الكندي (بالإنجليزية: Libertarian Party of Canada) هو حزب سياسي كندي، أسس في 1973، يقع مقره في Embrun, Ontario ‏.

## أعضاء بارزون
- كود سباركل
- تحديث القائمة

- لورين ساوثرن
- تشيستر براون
- Jean-Serge Brisson
- Tim Moen
- Vince Miller
- Jason E. McNeil
- Paolo Fabrizio
- Mélanie Simard
- Dennis Young
- Krista Zoobkoff